# Eulepidotis corineta
Eulepidotis corineta är en fjärilsart som beskrevs av Felder 1874. Eulepidotis corineta ingår i släktet Eulepidotis och familjen nattflyn. Inga underarter finns listade i Catalogue of Life.